# Хлориды, бромиды и иодиды
Хлориды (хлориды природные, минералы хлора) — класс минералов, солей соляной кислоты HCl. По составу, свойствам и условиям образования выделяют две группы хлоридов.
В первой группе (28 минералов) — растворимые водные и безводные хлориды Na, К, NH4, Mg, Ca, Al, Mn и Fe. Главные минералы: галит NaCI, сильвин KCl, нашатырь NH4CI, бишофит MgCl2×6H2O, карналлит KMgCl3×6H2O, тахгидрит CaMgCl4×12H2O, риннеит NaK3FeCl6 и др. Содержат 20—70% Cl. В основе кристаллических структур лежит плотнейшая кубическая упаковка атомов Cl. Атомы металлов расположены в октаэдрических пустотах. Химические связи в основном ионные. Кристаллизуются в кубической или тригональной системах. Обычно бесцветны; твердость по минералогической шкале 1—2, плотность 1600—3200 кг/м3. Гигроскопичны, хорошо растворяются в воде, частично в спирте; на вкус солёные или горькие. Слагают зернистые и плотные массы, прожилки и желваки в осадочных толщах; сростки кристаллов, налёты и корочки образуются в осадках озёр, солончаках и продуктах вулканической и фумарольной деятельности. Многие Х. п. широко используются в химической и пищевой промышленности, сельском хозяйстве. См. также ст. Калийные соли, Каменная соль.
Ко второй группе (49 минералов) относят нерастворимые хлориды Cu, Pb, Ag, Hg, As, Sb и Bi, часто с дополнительными анионами О-, OH-; иногда с [NO3]-, Fe-, [SO4]2+; главные: нантокит CuCl, атакамит Cu2CI (OH)3, коннелит Cu19Cl (OH)32SO4×4H2O, лаурионит PbCl (OH), матлокит PbFCl, мендипит Pb3Cl2O2, хлорарнирит AgCl, каломель Hg2Cl2, диаболейт PbCuCl2(OH)4, болеит Pb3Cu3AgCl7(OH)6 и др. Содержат 6—35% Cl. Кристаллизуются в основном в ромбической и тетрагональной системах; нередки слоистые структуры с относительно высокой ковалентностью химических связей. Бесцветные, синие, зелёные, жёлтые. Образуют корочки, агрегаты кристаллов, налёты, землистые массы. Твердость по минералогической шкале до 4, плотность 3700—8300 кг/м3. В воде нерастворимы. Образуются в зоне окисления рудных месторождений в условиях сухого климата; при воздействии солёных вод на рудные минералы и промышленные шлаки; в процессе вулканической деятельности. В составе окисленных руд используются как сырьё для получения Cu, Pb, Ag.